# Skurkarnas överman
Skurkarnas överman (engelska Hurricane Hutch) är en amerikansk stumfilmserie i femton delar från 1921 i regi av George B. Seitz. Handlingen kretsar kring jakten på en formel som beskriver hur man gör papper av sjögräs. Den nya pappersmassan skall rädda ett pappersbruk från konkurs. Filmerna antas vara förlorade. En filmtrailer finns bevarad på kongressbiblioteket i Washington.

## Skådespelare
- Charles Hutchison - Larry 'Hutch' Hutchdale
- Lucy Fox - Nancy Kellogg
- Warner Oland - Clifton Marlow
- Diana Deer - Belle Brinkley
- Ann Hastings - Ann Haviland
- Harry Semels - Jim Tiegerley
- Frank Redman - John Brinkley
- Tom Goodwin - Silas Haviland
- Charles 'Patch' Revada - Bill Hogan
- Joe Cuny - Wilson Winslow

## Episoder
Svensk titel anges inom parentes.
1. "The Secret Cipher" (Spetssjalens hemlighet)[a]
2. "The Cycle Bullet"
3. "The Millionth Chance"
4. "Smashing Through" (Hand i hår och kniv på strupe)[a]
5. "One Against Many"
6. "At the Risk of his Neck"
7. "On a Dangerous Coast" (Fången hos kannibalerna)[a]
8. "Double Crossed"
9. "Overboard"
10. "The Show Down" (Med list och våld)[a]
11. "Hare and Hounds"
12. "Red Courage"
13. "Neck and Neck" (Lyckan står den järve bi)[a]
14. "The Secret of the Flame"
15. "The Last Duel"

1. 1 2 3 4 5  På svenska biografer visades episoderna i block om tre stycken originalavsnitt per visning. Varje block döptes unikt för svensk visning.